# مايكل ناكازاوا
ميخائيل ناكازاوا (باليابانية: 中澤マイケル) هو مصارع محترف ياباني، ولد في 8 أكتوبر 1975 في كاواساكي في اليابان.

## روابط خارجية
- ميخائيل ناكازاوا على موقع WrestlingData.com (الإنجليزية)
- ميخائيل ناكازاوا على موقع CageMatch worker (الإنجليزية)
- ميخائيل ناكازاوا على موقع قاعدة بيانات المصارعة على الإنترنت (الإنجليزية)